# Josef Stefan
Pour les articles homonymes, voir Stefan.
Josef Stefan, en slovène Jožef Stefan, (24 mars 1835, Sveti Peter, Autriche-Hongrie - 7 janvier 1893 à Vienne) est un physicien et mathématicien austro-hongrois, carinthien de langue maternelle slovène et, de plus, poète.

## Biographie
Il est né dans le village de Saint-Peter (Sveti Peter) près de Klagenfurt (Celovec) en Autriche-Hongrie, aujourd'hui en Autriche. Sa famille est modeste : son père est ouvrier fraiseur et sa mère sert de bonne. Le talent de Stefan se révèle dès l'école primaire puis au lycée de Klagenfurt. 
Grâce à l'autorisation d'enseigner en langue slovène, octroyée par la réforme constitutionnelle consécutive à la révolution de Mars, il bénéficie de l'enseignement de son compatriote Anton Janežič (en), avec lequel il découvre la littérature slovène et sa poésie lyrique. Il fonde alors un cercle littéraire avec quelques amis, afin de pouvoir s'échanger et de recopier des livres écrits en langue slovène. L'année de la disparition du poète France Prešeren, ils commencent eux-mêmes à composer des poésies dans cette langue et les publient dans leur revue, Slavija. Stefan s'intéresse même au serbo-croate. Attiré d'abord par la vie monastique, il donne, outre des cours de latin et de grec ancien, des leçons de sciences et de langue slave (russe, tchèque) ; enfin, désireux de se perfectionner, il part pour Vienne en 1853 étudier les mathématiques et la physique.
Il reçoit son diplôme de mathématiques et de physique en 1857, enseigne dans une école professionnelle viennoise en 1859, devient en 1863 professeur-adjoint d'Andreas von Ettingshausen à la chaire de physique de l'université de Vienne directeur de l'Institut de physique en 1866, puis vice-président de l'Académie de Vienne. 
Ses travaux en optique, en particulier sur la biréfringence du quartz, lui valent le premier prix Lieben en 1865.
De 1875 à 1885 il occupe le poste de Secrétaire du Collège de mathématiques et de sciences de la Nature de l’Académie des sciences de Vienne, est élu Président de la Conférence télégraphique internationale de 1883 et Président de la Conférence internationale du Son (1885 à Vienne), qui fixe la fréquence du « la » à 435 Hz. Il est honoré dans de nombreuses universités à l'étranger, rédige plus de 80 articles scientifiques dont sa publication de 1879 sur le rayonnement du corps noir où il énonce la loi :
{\displaystyle \ M=\sigma T^{4}}
Elle est connue sous le nom de loi de Stefan ou plus couramment loi de Stefan-Boltzmann car c'est son élève Ludwig Boltzmann qui en fournira la justification théorique. 
À partir de cette loi, Stefan détermine la température de la surface du soleil (5430 °C). Il détermine la conductivité thermique de nombreux gaz, ainsi que la conduction de la chaleur par les fluides.
Il travaille également sur l'électromagnétisme à la suite des travaux de Maxwell, auxquels il apporte plusieurs perfectionnements.
La Slovénie l'a honoré en baptisant Institut Jožef-Stefan (en) son plus grand établissement de recherche situé à Ljubljana.

## Problème de Stefan
Le problème de Stefan (en) décrit l'évolution dans le temps d’une interface solide-liquide au cours d'un changement de phase. L’idée est de pouvoir prédire la position de l’interface ainsi que la température des phases. Le physicien slovène en a donné la première illustration dans son article « Sur la formation des glaciers, en particulier les glaciers des mers polaires. »
Depuis, les problèmes mathématiques où les frontières du domaine dépendent de la solution, sont appelés problèmes de Stefan. On peut citer comme exemple la vaporisation des gouttelettes, problème présent dans de nombreux domaines industriels.
Les recherches de Stefan en ce domaine ont sans doute été inspirées par la multiplication, dans la seconde moitié du XIXe siècle, des explorations des mers arctiques : l'échec dramatique de l'expédition Franklin (1845) ; l'expédition désastreuse de l'USS Jeannette (1879-1882) dont le capitaine, W. De Long, mourut avec une partie de son équipage en cherchant une mer libre de glaces au pôle ; le demi-succès de l'expédition Nansen, trois ans plus tard (1882) ; et enfin l'équipée de Roald Amundsen et du Fram vers l'Antarctique.

### Eponymes
Plusieurs concepts en physique et mathématiques sont nommés d'après Josef Stefan :
- Loi de Stefan-Boltzmann
- Constante de Stefan-Boltzmann σ
- Adhésion de Stefan (en)
- Problème de Stefan (en)
- Équation de Stefan (sl) (glaciologie)
- Formule de Stefan (en) (thermodynamique)
- Flux de Stefan (en)
- Nombre de Stefan
- tube de Stefan (en)
- Équations de Stefan-Maxwell (diffusion)

L'Institut Jožef-Stefan (en), plus grand établissement scientifique de la Slovénie, a été ainsi nommé en son honneur, ainsi que :
- Stefan (cratère lunaire) (en)